# ティン・イェドヴァイ
ティン・イェドヴァイ（Tin Jedvaj クロアチア語発音: [tîːn jêdʋaːj]、1995年11月28日 - ）は、クロアチア・ザグレブ出身のサッカー選手。ギリシャ・スーパーリーグ・パナシナイコス所属。クロアチア代表。ポジションはディフェンダー。

## 経歴

### クラブ
2002年、クロアチアのNKザグレブユースチームでキャリアをスタートさせ、2005年、NKディナモ・ザグレブに移籍し、2013年にトップチーム昇格した。NKオシエク戦でプロデビューを果たし、HNKツィバリア戦でプロ初得点を記録した。
2013年7月10日、イタリアのASローマに移籍し、2014年6月11日、ドイツのバイエル・レバークーゼンにレンタル移籍した。2015年1月20日に完全移籍した。
2019年8月20日、FCアウクスブルクに1年間のレンタル移籍。
2021年7月24日、FCロコモティフ・モスクワに移籍した。

### 代表
クロアチア代表として、各年代でプレーした。

## 代表歴

### 出場大会
- クロアチア代表
  - 2018 FIFAワールドカップ

### 試合数
- 国際Aマッチ 26試合 2得点（2014年-2020年）[12]

| クロアチア代表 | 国際Aマッチ | 国際Aマッチ |
| 年             | 出場        | 得点        |
| -------------- | ----------- | ----------- |
| 2014           | 2           | 0           |
| 2015           | 1           | 0           |
| 2016           | 2           | 0           |
| 2017           | 4           | 0           |
| 2018           | 9           | 2           |
| 2019           | 6           | 0           |
| 2020           | 2           | 0           |
| 通算           | 26          | 2           |

## タイトル

### クラブ
NKディナモ・ザグレブ
- プルヴァHNL: 2012–13
- フルヴァツキ・ノゴメトニ・スーペルクプ: 2013